# Turhan Baytop
 Turhan Baytop  (20 de junio de 1920 – 25 de junio de 2002) fue un botánico, taxónomo, y farmacéutico turco, de Estambul.
Era aborigen de Uskudar, Estambul. Su padre era un oficial militar y aficionado botánico.
En 1945, comenzó a estudiar en el Colegio Universitario de Farmacia' de Estambul; donde se graduó. Más tarde se desempeñó como farmacéutico en el cuerpo médico durante su servicio militar. En 1948, Baytop retornó a la Facultad, obteniendo su doctorado con un estudio químico del gémero Ephedra, el grupo de plantas que contiene importantes drogas, como la efedrina. Esto fue seguido por un estudio similar de una especie turca de regaliz Glycyrrhiza glabra.
Comenzó a trabajar como asistente en el Instituto de Farmacognosia de la Facultad. Con una tesis preparada en 1949, Turhan Baytop defendió y ganó el título doctoral. E, ingresó en 1951 en la Cátedra de Farmacognosia de la Facultad de Farmacia de París, realizando varios estudios farmacológicos. En 1952, regresó a Turquía; y, diez años después, en 1963 recibió el título de profesor. Y, fue el primer decano de la Facultad de Farmacia, de la Universidad de Estambul; y, lo fue cinco veces decano, en diferentes períodos. En 1987, obtuvo el cargo de presidente del Departamento de Farmacognosia, retirándose a finales de 1987. 
Escribió numerosos libros y más de 300 investigaciones publicadas en artículos como: "Las plantas medicinales y la flora de Turquía" y "La investigación farmacéutica turca" (estudios históricos). En la Facultad de Farmacia de la Universidad de Estambul, estableció el "Museo de Historia de la Farmacia", que estableció al Profesor Baytop, muchos artículos históricos en 1990 confirieron que este museo comenzó la regulación de la Reunión de Historia de la Farmacia de Turquía entre 1984 y 1996 en el curso "Historia y Ética de la Farmacia". Dando escribió un libro de texto. El botánico Turhan también se interesó en la ciencia. Baytop estudió los tulipanes y las rosas del pasado. Este escribió un libro al respecto en inglés y lo tradujo al japonés.
- La abreviatura «T.Baytop» se emplea para indicar a Turhan Baytop como autoridad en la descripción y clasificación científica de los vegetales.[2]

## Obra

### Algunas publicaciones
- Türkiye'de Bitkiler ile Tedavi, 1984, ISBN 975-420-021-1
- The Bulbous Plants of Turkey, 1984 (con B.Mathew)
- Türk Eczacılık Tarihi, 1985
- İstanbul Lalesi, 1992
- Türkçe Bitki Adları Sözlüğü, 1994
- Eczahane'den Eczane'ye, 1995
- Laboratuvar'dan Fabrika'ya, 1997
- İstanbul Florası Araştırmaları, 2002, oclc 54822782
- Türk Eczacılık Tarihi Araştırmaları, Anadolu Dağlarında 50 Yıl, 2000
- Türkiye'de Eski Bahçe Gülleri, 2001
- İstanbul Florası Araştırmaları, 2002
- Türkiye'de Eski Bahçe Gülleri, 2001